# BO OSTRAVA Vítkovice Steel
BO OSTRAVA Vítkovice Steel (celým názvem: Báňská-Ostrava OSTRAVA Vítkovice Steel) je klub ledního hokeje z Česka, sídlící ve městě Ostrava. Založen byl v roce 2018 pod názvem BO Ostrava. Z počátku nastupoval jeden rok v Evropské univerzitní hokejové lize. Od sezony 2019/2020 nastupuje v Univerzitní hokejové lize, která se hraje již pouze na území České republiky.

## Historie

### Založení klubu
V roce 2018 byl založen hokejový klub BO Ostrava. První zápas v rámci EUHL odehrál tým Ostravy 10. října 2018 proti soupeři z Budapešti. 

## Historické názvy
- 2018 – BO Ostrava (Báňská-Ostrava Ostrava)
- 2019 – BO Ostrava Vítkovice Steel (Báňská-Ostrava Ostrava Vítkovice Steel)

## Stadion
BO Ostrava Vítkovice Steel odehrává své domácí zápasy v RT TORAX ARENĚ s kapacitou 5 000 diváků.

## Statistiky

### Přehled ligové účasti

#### Stručný přehled
- 2018–2019: EULH
- 2019– : ULLH

#### Jednotlivé ročníky
| Evropa (2018-2019) |                        |                                         |                                         |                                                                      |                                         |                                         |
| Ročník             | Soutěž                 | PK                                      | ZČ                                      | Play-off                                                             | Cel. um.                                | Pozn.                                   |
| 2018/2019          | EUHL (východní divize) | 12                                      | 7.                                      | Čtvrtfinále (prohra 0:2 na zápasy s UMB Hockey Team Banská Bystrica) | 7.                                      |                                         |
| Česko (2019-)      |                        |                                         |                                         |                                                                      |                                         |                                         |
| Ročník             | Soutěž                 | PK                                      | ZČ                                      | Play-off                                                             | Cel. um.                                | Pozn.                                   |
| 2019/2020          | ULLH                   | 8                                       | 6.                                      | play-off zrušeno kvůli pandemii covidu-19                            |                                         |                                         |
| 2020/2021          | ULLH                   | sezóna zrušena kvůli pandemii covidu-19 | sezóna zrušena kvůli pandemii covidu-19 | sezóna zrušena kvůli pandemii covidu-19                              | sezóna zrušena kvůli pandemii covidu-19 | sezóna zrušena kvůli pandemii covidu-19 |
| 2021/2022          | ULLH                   | 10                                      | 7.                                      | Čtvrtfinále (prohra 1:2 na zápasy s Black Dogs Budweis)              | 8.                                      |                                         |
| 2022/2023          | ULLH                   | 10                                      | 7.                                      | Čtvrtfinále (prohra 0:3 na zápasy s Akademici Plzeň)                 | 7.                                      |                                         |
| 2023/2024          | ULLH                   | 9                                       | 9.                                      | Ne                                                                   | 9.                                      |                                         |
| 2024/2025          | ULLH                   | 12                                      | 5.                                      |                                                                      |                                         |                                         |

### Přehled kapitánů a trenérů v jednotlivých sezónách
| Sezóna    | Soutěž | Kapitán        | Trenéři                       | Soupiska           |
| --------- | ------ | -------------- | ----------------------------- | ------------------ |
| 2018/2019 | EUHL   |                |                               | Soupiska 2018/2019 |
| 2019/2020 | ULLH   | Dominik Plášek | Petr Rambousek, Michal Sebera | Soupiska 2019/2020 |
| 2020/2021 | ULLH   |                | Petr Rambousek, Michal Sebera | Soupiska 2020/2021 |
| 2021/2022 | ULLH   |                | Petr Rambousek, Michal Sebera | Soupiska 2021/2022 |
| 2022/2023 | ULLH   |                | Jakub Peslar                  | Soupiska 2022/2023 |
| 2023/2024 | ULLH   |                | Jan Dětský                    | Soupiska 2023/2024 |
| 2024/2025 | ULLH   |                | Jan Dětský, Tomáš Urbánek     | Soupiska 2024/2025 |

### Nejlepší střelec, Nejlepší nahrávač
| Ročník    | Soutěž | Branky ZČ                     | Nahrávky ZČ                     | Body ZČ                             |
| --------- | ------ | ----------------------------- | ------------------------------- | ----------------------------------- |
| 2018/2019 | EUHL   | Jakub Gelnar 8                | Jakub Gelnar 8                  | Jakub Gelnar 16                     |
| 2019/2020 | ULLH   | Marek Kovalski 13             | Marek Kovalski, David Sysala 16 | Marek Kovalski 29                   |
| 2020/2021 | ULLH   | Marek Kovalski 3              | Dominik Pawliczek 2             | Marek Kovalski, Dominik Pawliczek 3 |
| 2021/2022 | ULLH   | David Sysala 15               | David Sysala 14                 | David Sysala 29                     |
| 2022/2023 | ULLH   | Matěj Potočný, Viliam Béreš 7 | Matěj Potočný 17                | Matěj Potočný 24                    |
| 2023/2024 | ULLH   | David Sysala 5                | David Gřešík 9                  | David Gřešík 11                     |
| 2024/2025 | ULLH   |                               |                                 |                                     |